# Adrienne Jouclard
Adrienne Jouclard est une peintre, dessinatrice et graveuse française née à Onville (Meurthe-et-Moselle) le 4 septembre 1882 et morte à Versailles (Yvelines) le 14 décembre 1972. C'est une peintre de portraits, de scènes de danse et sportives, et d'animaux. 

## Biographie

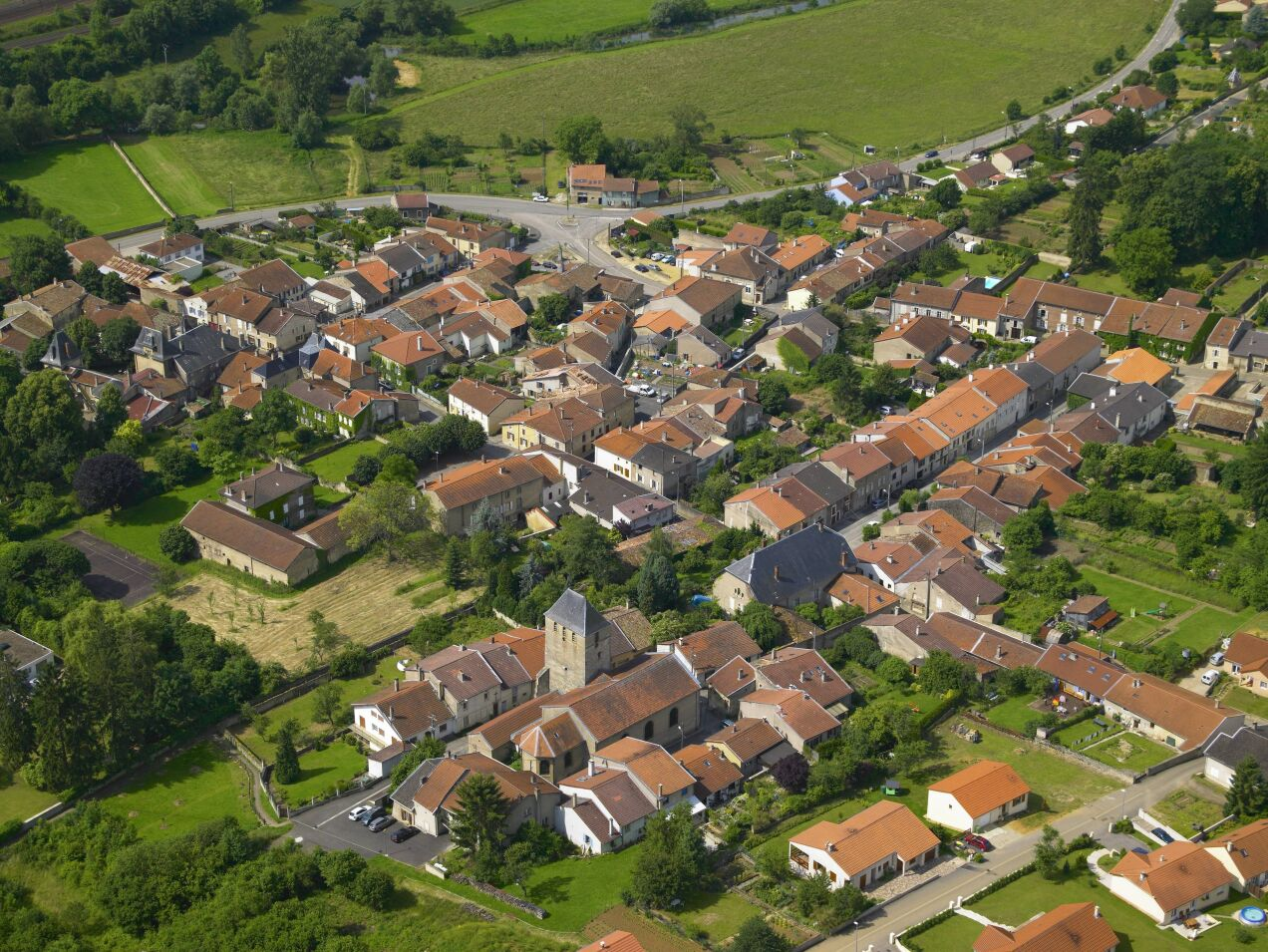
Vue d'Onville.

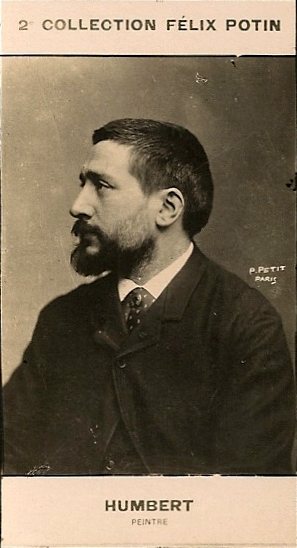
Ferdinand Humbert, maître d'Adrienne Jouclard.

La vie d'Adrienne Jouclard se partage essentiellement entre la région parisienne et la Lorraine. Son père, officier de la Garde républicaine de Paris, installe sa famille  à Versailles où l'artiste demeurera toute sa vie; sa mère, née Tourelle, est originaire de la vallée du Rupt de Mad, où les annuels séjours estivaux se perpétuent: Adrienne Jouclard naît ainsi le 4 septembre 1882 à Onville, village auquel elle restera fidèlement attachée. « C'est ainsi », explique Christine Gunther, « qu'Adrienne Jouclard a connu deux espaces de vie différents qui resteront tout au long de son existence de précieuses sources d'inspiration : les paysages du Rupt de Mad et la vie rurale, les travaux des champs, les fêtes campagnardes ; Paris et ses alentours, les fêtes, les champs de courses, les rencontres sportives ».
S'intéressant très tôt au dessin et à la peinture, Adrienne Jouclard, après ses études secondaires, entre en 1899 à l'École nationale supérieure des arts décoratifs de Paris, puis en 1901 à l'École nationale supérieure des beaux-arts où elle est élève de Ferdinand Humbert. Elle s'engage simultanément vers l'examen au professorat des lycées et collèges. Elle enseignera le dessin aux Cours complémentaires de jeunes filles (14 à 16 ans) de la rue de Patay et de la rue de Charenton.
Adrienne Jouclard expose à partir de 1907 au Salon des artistes français où une mention honorable lui est attribuée en 1908, et une médaille de troisième classe en 1911 avec Labourage en Lorraine. Elle obtient en 1914 le 2è prix de l'Union des femmes peintres et sculpteurs. Le prix Rosa-Bonheur qu'elle emporte la même année pour ses compositions animalières est assorti de bourses de voyages, mais ce n'est qu'après la Première Guerre mondiale — où son père participe à la bataille de Verdun tandis qu'elle-même est infirmière — quelle peut se rendre au Maroc (en 1920 et 1925) et en Tunisie (en 1924) où elle aurait été demandée en mariage par le bey de Tunis, mais où surtout elle trouve une source d'inspiration qui lui vaut d'être citée parmi les peintres orientalistes de son temps.
« Aussi séduisante dans l'immobilité des troupeaux que dans la fougue d'une partie de football », elle participe aux expositions de groupe organisées par la Société des Femmes Artistes Modernes (FAM), créée en 1931 par Marie-Anne Camax-Zoegger, dont celle de 1935 à la Galerie Bernheim-Jeune.

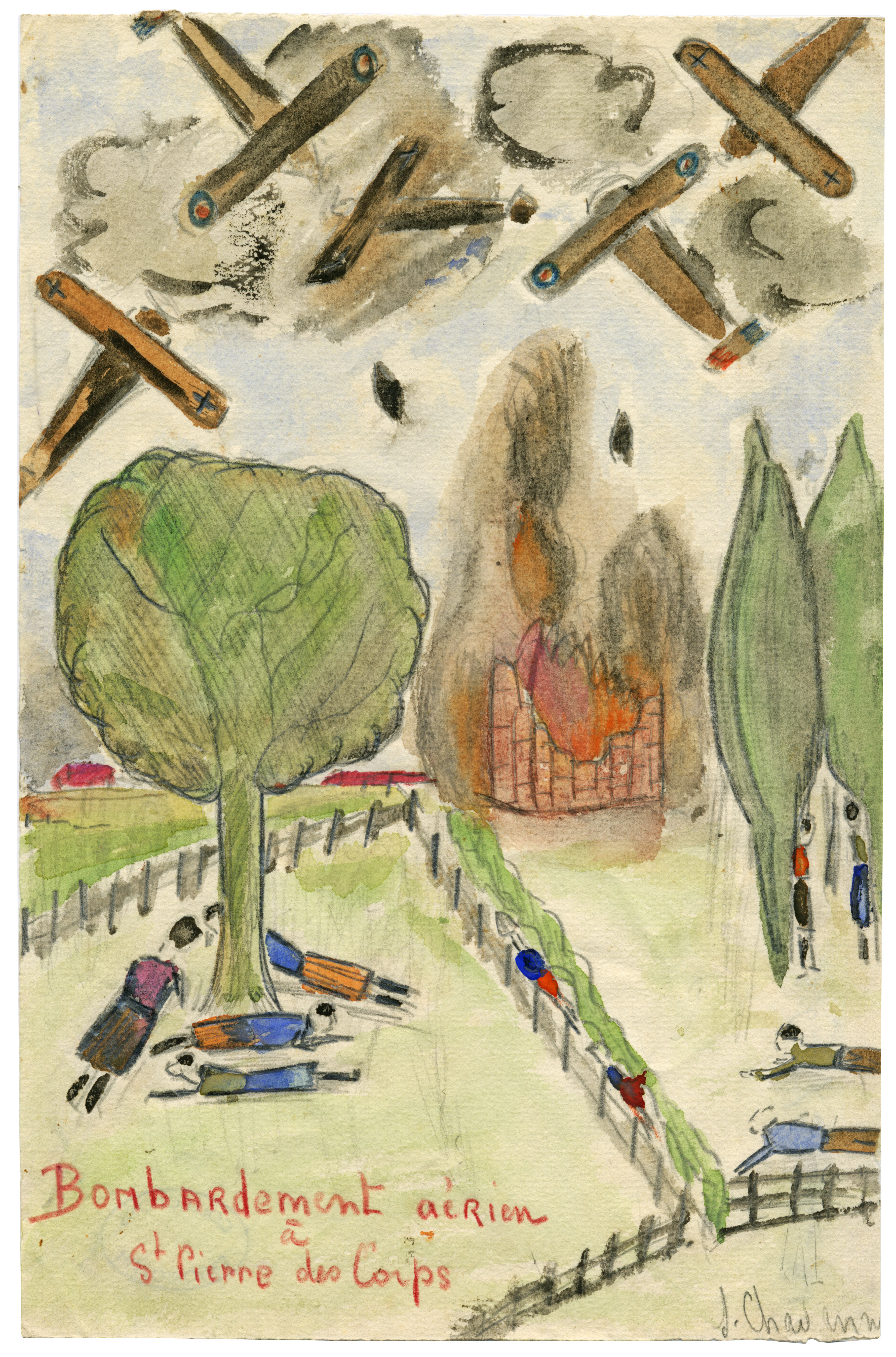

De 1936 à 1941, elle demande à ses jeunes élèves de raconter leur vie quotidienne marquée par les commémorations du 14 juillet et du 11 novembre, mais aussi les jeux de récréation et les comptines. Après l'entrée en guerre de la France en septembre 1939, ses dessins portent sur les débuts de la Seconde guerre mondiale : les exercices de fuite dans les caves pendant la "Drôle de guerre", puis l'exode et le retour d'exode entre mai et septembre 1940, et enfin la vie quotidienne sous l'occupation allemande, avec les difficultés de ravitaillement durant l'hiver 1940 - 1941. En 1957, Adrienne Jouclard donne 297 de ces dessins à l'Institut pédagogique national, devenu en 1980 Musée national de l'Éducation. En 2025, ils ont été inscrits avec les Dessins et écrits d'enfants en temps de guerre : 1915-1950 de 17 institutions de 8 pays (France, Allemagne, Espagne, Pologne, Suisse, République tchèque, Grande-Bretagne, Canada) au registre "Mémoire du monde" de l'UNESCO.
Son père meurt en 1942. Installée au 3, rue Campagne-Première dans le 14e arrondissement de Paris, Adrienne Jouclard va parcourir, avec sa sœur Camille, la France, l'Allemagne, l'Italie, l'Autriche, restant cependant fidèle aux séjours à Onville. Sa mère meurt en 1955. En 1972 Adrienne Jouclard meurt, à l'âge de 90 ans, des suites d'un accident de voiture survenu à Paris.
Elle repose à Onville où sa rue natale porte aujourd'hui son nom.

## Expositions

### Expositions collectives
- Salon des artistes français, Paris, à partir de 1907.
- Salon de l'Union des femmes peintres et sculpteurs, 1914[4].
- Salon des indépendants, Paris, à partir de 1919.
- Salon d'automne, Paris, sociétaire à partir de 1921[11].
- Salon des Tuileries, Paris, 1924[12], 1925[1].
- Salon de l'art français indépendant, 237, boulevard Raspail, Paris, avril-juin 1930[13].
- Exposition coloniale internationale, 1931[5].
- Groupe des XII - François Pompon, Jane Poupelet, Charles Artus, Gaston Chopard, Georges Guyot, Georges Hilbert, Adrienne Jouclard, Paul Jouve, Marcel Lémar, André Margat, Anne-Marie Profillet, Jean-Claude de Saint-Marceaux, Salons de l'Hôtel Jacques-Émile Ruhlmann, Paris, avril-mai 1932, mars 1933[14].
- Groupement d'amateurs d'art Léon-Barillot (Camille Hilaire, Adrienne Jouclard, Jean Morette…), pavillon Frescatelly du Jardin botanique de Metz, 1934.

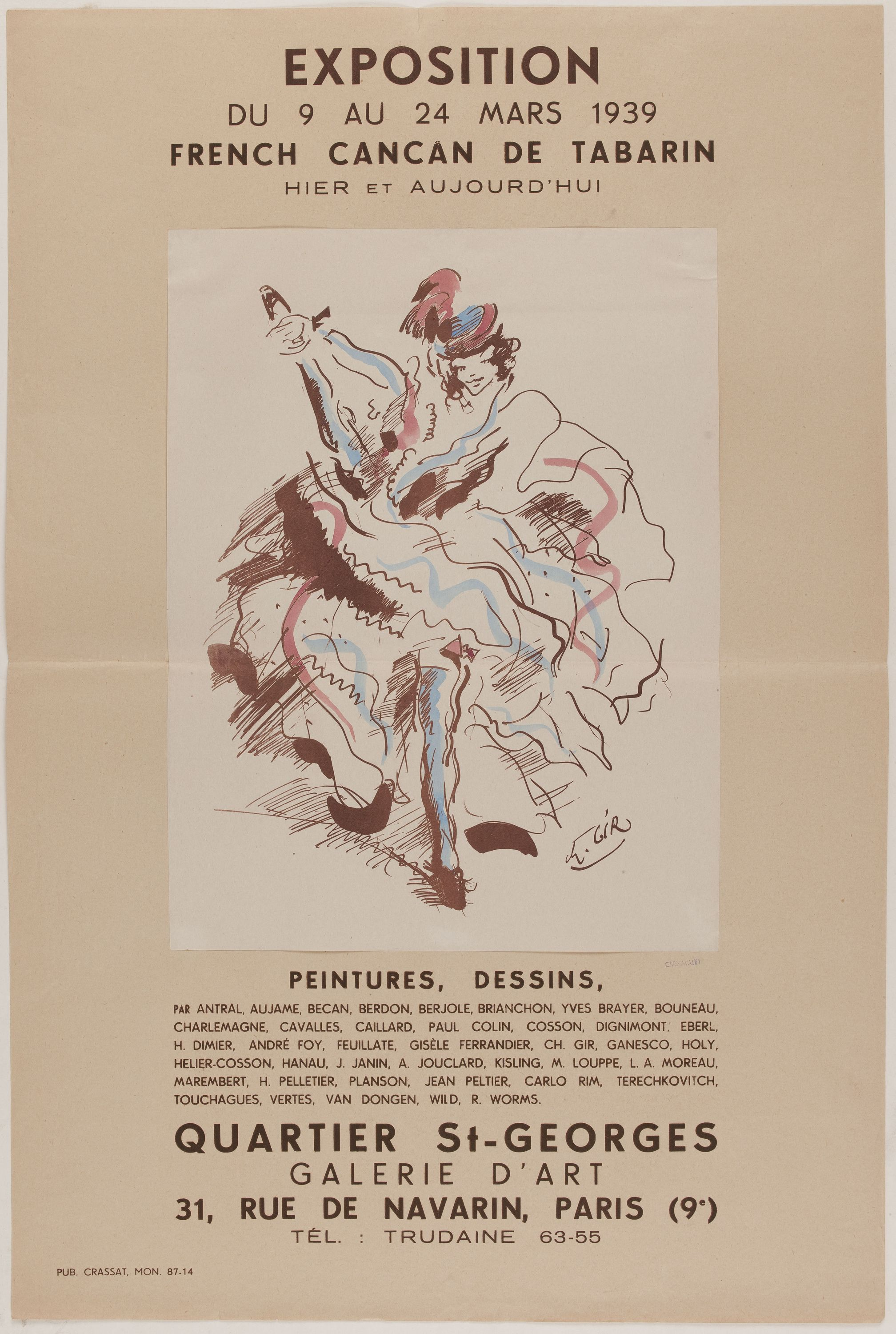
""Franch Cancan de Tabarin hier et aujourd'hui, affiche, 1939

- Œuvres de femmes - Hermine David, Adrienne Jouclard, Marie Laurencin, Marthe Lebasque, Mela Muter, Suzanne Valadon, Paris, Galerie Bernheim, mars 1936[15].
- Les femmes artistes d'Europe exposent au Jeu de Paume, Paris, février 1937.
- Exposition universelle de 1937, Paris.
- Les vingt-deux, groupe féminin (Édith Auerbach, Claire Bertrand, Chériane, Dagoussia, Rolande Déchorain, Ghy Lemm, Hladikova, Adrienne Jouclard, Mercédès Legrand, Henriette Le Gros…) - Peintures, sculptures, photographies, Paris, galerie Bonaparte, 1937.
- French Cancan de Tabarin hier et aujourd'hui, Galerie d'art du quartier Saint-Georges, 31 rue de Navarin, Paris, mars 1939.
- Participation non datée :  Salon des Tuileries[6].
- Bimillénaire de Paris - Comité Montparnasse - Exposition de peintres et sculpteurs de l'École de Paris, La Coupole, Paris, juin-juillet 1951[10].
- Exposition organisée à l'occasion des États généraux du désarmement, Paris, Cercle Volney, mai 1963.
- Premier Salon Biarritz - San Sebastian : École de Paris - Peinture, sculpture : Yvette Alde, André Beauce, Jehan Berjonneau, Louis Berthomme Saint-André, Georges-André Klein, Adrienne Jouclard, Roland Bierge, Andrée Bordeaux-Le Pecq, Rodolphe Caillaux, Jack Chambrin, Jean Cluseau-Lanauve, Paul Collomb, Jean-Joseph Crotti, Gen Paul, Antonio Guansé, Henri Hayden, Franck Innocent, Daniel du Janerand, Jean Joyet, Germaine Lacaze, André La Vernède, Robert Lotiron, Marcel Mouly, Roland Oudot, Maurice Verdier, Henry de Waroquier…, Casino Bellevue, Biarritz et musée San Telmo, Saint-Sébastien (Espagne), juillet-septembre 1965[16].

### Expositions particulières
- Galerie Carmine, Paris, 1926.
- Galerie Marcel Bernheim, Paris, 1927[17].
- Galerie Druet, Paris, 1932.

### Rétrospectives
- Un art pour tous - Le dessin à l'école de 1800 à nos jours, exposition itinérante conçue par le musée national de l'Éducation, Rouen, 2004[18].
- Cent-cinquante toiles d'Adrienne Jouclard, exposition inaugurale de la nouvelle salle des fêtes d'Onville, avril-mai 2010[19],[20].
- Soixante-quinze toiles et dessins d'Adrienne Jouclard, musée d'Art et d'Histoire de Toul, juillet-septembre 2012[21].
- Adrienne Jouclard - En mouvement, Association Jeanne-d'Arc, salle Odonis Villa, Onville, mars-mai 2014[22],[23].

## Réception critique
- « Dans un cadre, tout une rumeur d'épis froissés, tout un cliquetis de machines, fragiles, aux bras en porte-à-faux comme des pattes d'araignée, tout un bruissement de poitrails dans des blés, tout une chaleur de moisson. C'était précisément La Moisson d'Adrienne Jouclard, toile d'un dynamisme décoratif ardent, d'un puissant réalisme rural. » - Robert Rey, salon des Tuileries de 1925[1]
- « Adrienne Jouclard saisit le mouvement dans son essentiel… » - Charles Fegdal[24]
- « Adrienne Jouclard ne put rester insensible à ses racines ancestrales car elle exécuta avec talent la civilisation rurale pré-machiniste des régions de l'Est de la France. Dans cette sorte de capharnaüm que fut le lieu où elle aimait peindre et dessiner, plus on y pénètre, plus on s'aperçoit qu'elle préférait les scènes vivantes, vives et violentes aux natures mortes. Dans toutes ses toiles, tout vibre, tout est couleur, et sa peinture est dynamique. Ici, ce sont des boxeurs, des joueurs de rugby, des cavaliers. Les sports sont saisis sur le vif par l'artiste qui veut capter les mouvements. Là, ce sont des fêtes populaires, le cirque, les enfants, les cours de récréation. Adrienne Jouclard a fait précéder ses peintures de nombreux croquis d'après nature, d'études aquarellées, et pour clore le tout elle eut recours à la pointe-sèche si cursive. Dans toutes les scènes, la puissance physique est exaltée et le contraste parfait. » - Dominique Bondu[25]
- « Elle utilisait une palette aux tonalités fortes et s'exprimait à travers des formes vigoureuses, très expressionnistes. » - La Gazette de l'Hôtel Drouot[26]
- « Appuyée sur une bonne connaissance de l'anatomie humaine et animale, l'œuvre d'Adrienne Jouclard constitue de bons documents pour l'histoire du sport et pour celle des coutumes de sa province natale. Attirée par les attitudes, par les mouvements, elle a fréquenté les terrains de jeux, les champs de courses, les salles de danses… » - Gérald Schurr[27]
- « Elle joint à une technique très complète une largeur de vision, une exécution, une puissance qui donne à son œuvre une indiscutable maîtrise. » - Dictionnaire Bénézit[3]
- « Elle s'inscrit dans le sillage de Rosa Bonheur dont elle partage le goût pour la campagne, les chevaux, mais aussi la volonté de se démarquer des grandes écoles picturales. Pourtant, elle empruntera aux impressionnistes leur goût du plein air et de la lumière, mais en ne craignant de dissoudre les formes au profit de taches de couleur qui la rapprocheront des fauves et même de l'expressionnisme. » - Michel Marchand[28]
- « Spectatrice de tous les rassemblements sportifs, Adrienne Jouclard s'installe près des terrains de jeux, des pistes, et réalise des croquis pour chacun des tableaux en dessinant toutes les attitudes possibles. Capter l'énergie d'une action est son principal langage pictural. Le point de vue adopté illustre cette présence de la peintre au plus près du terrain. Elle apparaît comme un véritable peintre-reporter défiant la photographie pour croquer sur le vif le geste sportif, l'instantané d'une action. » - Claire Vasdeboncoeur[29]

## Récompenses et distinctions
- Prix Rosa-Bonheur, 1914[3].
- 2e prix de l'Union des femmes peintres et sculpteurs, 1914[4].
- Chevalier du Nichan Iftikhar (Tunisie).
- Chevalier de la Légion d'honneur en 1931[5].
- Médaille d'or à l'Exposition universelle de 1937.
- Prix du Salon populiste, 1960[30].

## Collections publiques
- Autriche
  - Vienne (Autriche), Rathaus[3].
- Bulgarie
  - Sofia, galerie nationale des Beaux-Arts.
- États-Unis
  - San Francisco, musée d'Art moderne.
- France
  - Dreux, musée d'Art et d'Histoire.
  - Laval, musée du Vieux-Château.
  - Lunéville, musée-château.
  - Lyon, musée des Beaux-Arts.
  - Metz, musée de la Cour d'Or.
  - Montauban, musée Ingres-Bourdelle.
  - Nancy :
    - musée des Beaux-Arts ;
    - Musée lorrain.

  - Nevers, musée de la Faïence et des Beaux-Arts.
  - Nice, musée national du Sport : fonds de 27 tableaux et 200 croquis[31],[29].
  - Paris, musée Baccarat.
  - Rouen, musée national de l'Éducation : Dessins d'exode.
  - Soissons, musée de Soissons.
  - Toul, musée d'Art et d'Histoire.
  - Versailles, musée Lambinet : Patineurs sur le Grand Canal[32].
- Grèce
  - Athènes, Pinacothèque nationale.
  - Delphes, musée de Delphes[réf. nécessaire].
- Italie
  - Rome, Musée national romain.
- Roumanie
  - Bucarest, musée national d'Art de Roumanie : La Moisson[33].
- Tchéquie
  - Prague, musée d'Art moderne.